# Canolo
Canolo ist eine italienische Stadt in der Metropolitanstadt Reggio Calabria in Kalabrien mit 688 Einwohnern (Stand 31. Dezember 2023).

## Lage und Daten

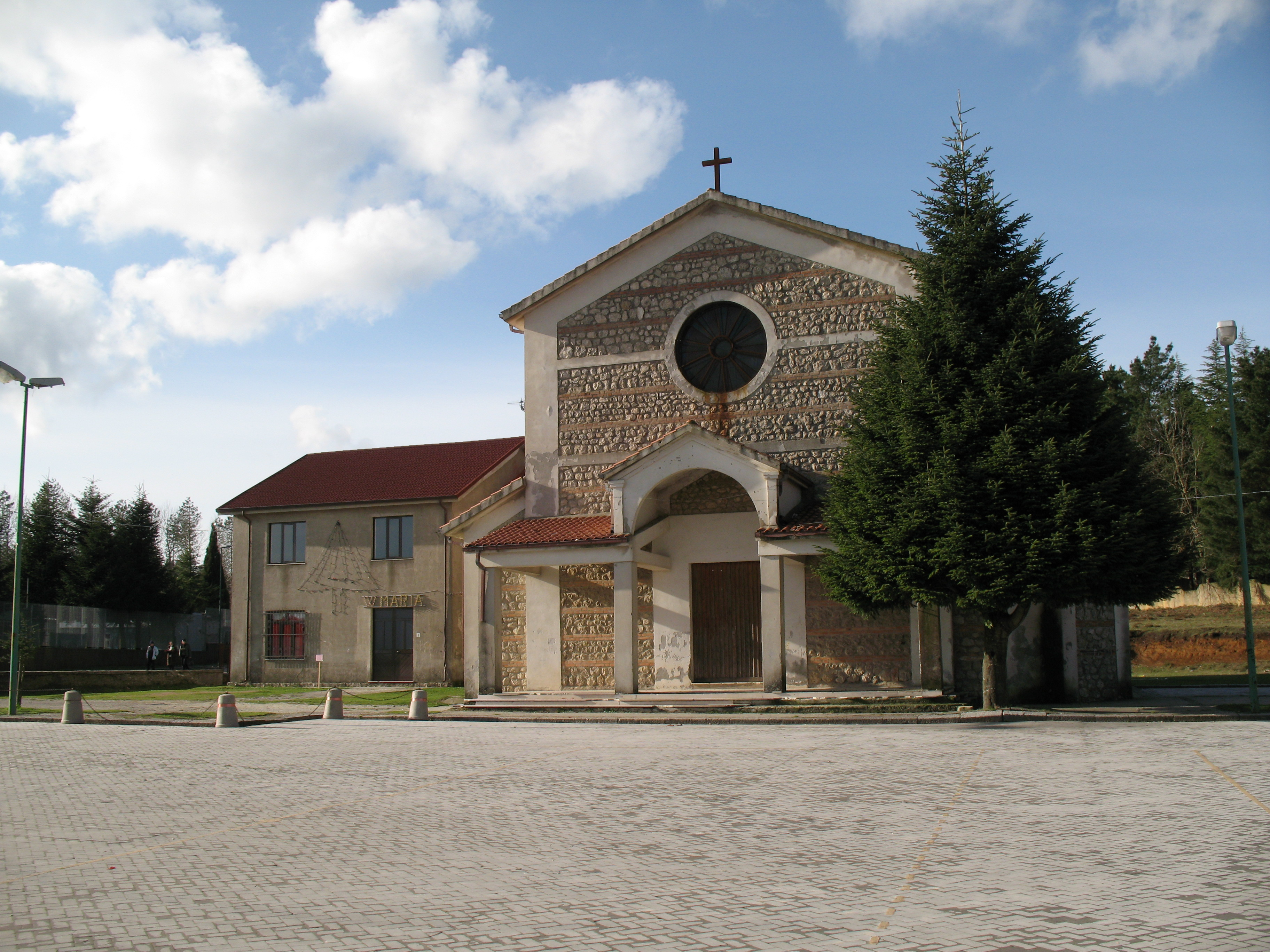
Kirche in Canolo

Canolo liegt 89 km nordöstlich von Reggio Calabria am nordöstlichen Abhang des Aspromonte.
Der Ort besteht aus den Ortsteilen Canolo nuova, Mondarola, Scorciapelle. Die Nachbargemeinden sind Agnana Calabra, Cittanova, Gerace, Mammola und San Giorgio Morgeto.